# Bleach (álbum)
Bleach es el álbum de estudio debut de la banda de rock estadounidense Nirvana, lanzado el 15 de junio de 1989 por Sub Pop. Después del lanzamiento de su sencillo debut «Love Buzz» en noviembre de 1988, Nirvana ensayó durante dos o tres semanas en preparación para grabar un álbum de larga duración. Las principales sesiones de grabación de Bleach tuvieron lugar en Reciprocal Recording en Seattle (Washington), entre diciembre de 1988 y enero de 1989. Es el único álbum de Nirvana lanzado con el sello Sub Pop y el único que presenta al baterista Chad Channing.
Bleach no llegó a las listas en el lanzamiento inicial, pero fue bien recibido por la crítica. Cuando Geffen Records lo reeditó internacionalmente en 1992 tras el gran éxito del segundo álbum de Nirvana, Nevermind, Bleach alcanzó el puesto 89 en el Billboard 200, el 33 en la lista de álbumes del Reino Unido y el número 34 en la lista de álbumes de Australia. En 2009, Sub Pop lanzó una edición del vigésimo aniversario de Bleach con una grabación en vivo de una actuación de Nirvana en 1990 en Portland (Oregon), como material extra.
Bleach había vendido 40 000 copias en Norteamérica antes del lanzamiento de Nevermind. Desde entonces, ha sido certificado platino por la Recording Industry Association of America (RIAA) y ha vendido más de 1,9 millones de copias sólo en los Estados Unidos. Es el álbum más vendido de Sub Pop hasta la fecha y es poco probable que sea superado por sus competidores. La muerte del líder Kurt Cobain en abril de 1994 también provocó un resurgimiento de la popularidad del álbum, alcanzando el número uno en la lista Top Pop Catalog Albums. En abril de 2019, Bleach ocupó el puesto 13 en la lista de los «50 mejores álbumes de grunge» de Rolling Stone.

## Grabación
Después del lanzamiento de su sencillo debut «Love Buzz» en Sub Pop en noviembre de 1988, Nirvana practicó durante dos o tres semanas en preparación para grabar un álbum de larga duración, a pesar de que el sello sólo había solicitado un EP. Las sesiones principales de Bleach tuvieron lugar en Reciprocal Recording Studios en Seattle, con el productor local Jack Endino. Nirvana comenzó a grabar con una sesión de cinco horas el 24 de diciembre de 1988. La banda volvió a grabar del 29 al 31 de diciembre y del 14 y 24 de enero. Tres de las canciones del álbum, «Floyd the Barber», «Paper Cuts» y «Downer», fueron grabadas durante una sesión previa en Reciprocal Studios en enero de 1988, con el baterista de Melvins, Dale Crover. A pesar de los intentos de volver a grabarlos con el nuevo baterista Chad Channing, la banda finalmente decidió remezclar las versiones grabadas con Crover para la versión final de Bleach. «Big Long Now» se omitió del álbum porque el líder Kurt Cobain sintió que «ya había suficiente material lento y pesado en Bleach, y “no quería que esa canción saliera”», según Endino. El álbum fue editado y secuenciado. Aun así, el director de Sub Pop, Bruce Pavitt, ordenó que el álbum fuera completamente secuenciado. El disco se retrasó durante varios meses hasta que Sub Pop pudo conseguir fondos suficientes para publicarlo.
Endino facturó a la banda treinta horas de grabación a US$606,17. Jason Everman, un guitarrista que quedó impresionado por la demostración de Nirvana con Dale Crover, aportó el dinero. Se unió brevemente al grupo como segundo guitarrista. Everman fue acreditado como guitarrista en la portada del álbum y es el otro guitarrista en la portada del álbum, aunque no actuó en el álbum. El bajista Krist Novoselic explicó: «Sólo queríamos que se sintiera como en casa en la banda».

## Música y letras
Según Cobain, la música de Bleach se ajustaba al género grunge, que Sub Pop respaldaba fuertemente. «Había esta presión de Sub Pop y la escena grunge para tocar "rock"», afirmó Cobain y comentó también que «lo hizo sonar como Aerosmith». Cobain también sintió que tenía que cumplir las expectativas del estilo grunge para poder armar un grupo de fanes y por lo tanto, suprimió lo pop y artístico de sus canciones para la grabación. Novoselic afirmó en una entrevista de 2001 con Rolling Stone que la banda había escuchado en su camioneta, durante las giras, una cinta que en uno de sus lados poseía un álbum de The Smithereens y del otro, uno de la banda de black metal Celtic Frost y mencionó que la combinación probablemente los influyó. Las canciones se describieron como «deliberadamente desoladoras, claustrofóbicas y con letras diluidas, carente de la enajenación maníaca o sensación de liberación de las interpretaciones en directo». Cobain afirmó que la estructura de las canciones era «unidimensional». El álbum incluye influencias de estilos como el punk, rock psicodélico e incluso thrash metal, como en el caso de «Negative Creep». Según la revista Zona-Zero en el disco «Cobain posee un registro vocal muy rasgado, desgastado y a la vez melódico, al igual que los instrumentos».
Para describir las diversas canciones de Bleach, Cristopher Sandford comentó: «"Paper Cuts" incluye una melodía con influencias folclóricas y el pesado ritmo de los primeros temas de Led Zeppelin; "Mr. Moustache" se dirige a los fanáticos masculinos de Nirvana; "Downer" muestra el mismo desprecio excepcional al público». Sandford también opinó que «School» —que presenta una letra de sólo cuatro versos— es memorable por su estribillo «que sirve de rasgón». Mientras que «Scoff» es «una despedida agria dirigida a los padres de Cobain», «Negative Creep» trata sobre Cobain mismo. Según el escritor, «About a Girl» presenta una «repiqueteante melodía y un estribillo irónico». En la revista Sounds, Keith Cameron comentó que la canción «era estimulante y excitante porque esta era la naturaleza de la música, pero también había un sentido palpable de peligro, de que todo podría desmoronarse en cualquier momento. No había momentos de relajación desde la primera nota hasta la última». En su libro Nirvana: The Stories Behind Every Song, Chuck Crisafulli comentó que el tema «sobresale entre las creaciones de Cobain como una canción con un origen muy específico y una temática muy real».
Cobain le dijo a la revista Spin en 1993, que en Bleach «no dio [ni] una puta idea de sobre qué trataban las letras» y afirmó que el 80% de ellas se escribieron la noche anterior a grabar; pues Cobain todavía estaba pensando en las palabras que usaría mientras manejaba hacia el estudio. Explicó luego: «Era como si estuviera molesto, no sé por qué. Simplemente, grité cosas negativas [y pensé] que mientras no fueran sexistas o no se volvieran muy avergonzantes todo estaría bien. Ninguna de esas letras me es querida». El biógrafo de Nirvana, Michael Azerrad, comentó que, con todo, muchas de las canciones en el álbum reflejaban varios sucesos de la vida de Cobain. «Mr. Moustache» se inspiró en el disgusto del cantante por la conducta machista, mientras que «School» es una crítica a la escena musical de Seattle, particularmente a Sub Pop y que también el disco puede interpretarse como una alegoría de la vida.

## Lanzamiento y promoción

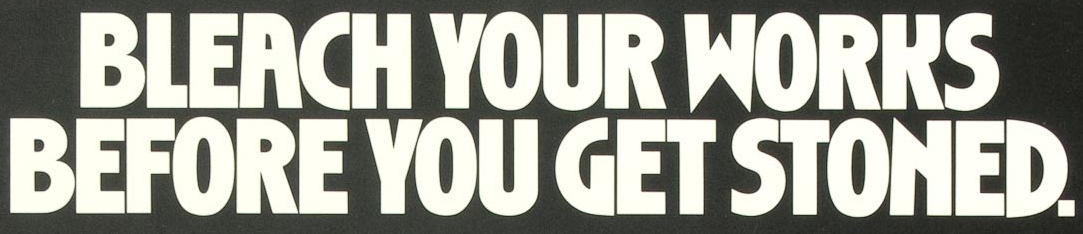
El texto "Bleach your works before you get stoned" utilizado en un cartel de prevención del SIDA en la década de 1980 en los Estados Unidos. El cartel aconsejaba a los adictos a la heroína que lavaran sus agujas con lejía antes de usarlas. Este póster inspiró el nombre del disco.

La portada del álbum es una fotografía tomada por quien era la novia de Cobain, Tracy Marander durante un concierto en la galería de arte Reko Muse en Olympia, Washington. El 25 de febrero de 1989, Nirvana tocó en lugares de la costa oeste, entre los que se cuenta la Universidad de Washington. El grupo comenzó su primera gira europea junto a la banda Tad en Riverside, un estadio de Newcastle upon Tyne el 23 de octubre de 1989. El 3 de diciembre, tocaron una serie de canciones «triunfantes» en el London Astoria. Cristopher Sandford relató: «Cuando los expertos en moda apreciaron "las patentes camisas estilo leñador y los feos suéteres con patrones geométricos de la década de 1950" y los utilizaron como ejemplo de la "elegancia sin alta costura", se olvidaron de que [estas prendas] son la ropa de todos los días en el clima marino del noroeste». Cobain se fijó en esto y comentó que nunca intentó iniciar una moda o actuar como un modelo. El 1 de abril de 1990, la banda comenzó su segunda mayor gira por Estados Unidos la cual terminó el 17 de mayo. Tras esto, Chad Channing sería reemplazado por Dale Crover.
Durante las grabaciones, el título del álbum era Too Many Humans («demasiados humanos»). Se lo renombró Bleach («lejía») tras de que Cobain observó un cartel sobre la prevención del SIDA mientras Nirvana estaba conduciendo por San Francisco. El letrero aconsejaba a los adictos a la heroína desinfectar con lejía las agujas antes de ponerse una inyección, con el eslogan Bleach Your Works (trad. «desinfecta con lejía tus obras»). En Australia, Bleach se lanzó bajo el sello de Waterfront Records y se puso otra vez a la venta en formato de vinilo con carátulas coloridas a finales de 1991.
En abril de 1992, tras el éxito del segundo álbum de Nirvana, Nevermind, Sub Pop lanzó una versión remasterizada de Bleach en vinilo, CD y casete, con dos pistas adicionales. Geffen Records lo relanzó en forma internacional. La versión en CD incluye una pequeña caja que trae un libreto lleno de fotos de la banda del período correspondiente entre 1987 y 1990. Hacia el vigésimo aniversario del álbum, Sub Pop lanzó el 3 de noviembre de 2009 una edición de lujo que presenta una remasterización realizada en marzo de 2009 de las cintas originales. Fue hecha por George Marino y también incluye una grabación en directo de un concierto de 1990 en el Pine Street Theatre en Portland.

## Recepción
El álbum recibió en general reseñas positivas de los profesionales. Anthony Carew del sitio About.com dijo que el disco «definió enteramente a la década de 1990» y le concedió una calificación de cuatro sobre cinco estrellas. Stephen Thomas Erlewine de Allmusic dio una calificación de 3,5 estrellas sobre 5 y comentó que «Kurt Cobain da indicios de su considerable habilidad para componer canciones, particularmente en la balada de tono menor «About a Girl» y la densa agitación de «Blew». Además, opinó que se trata del «debut de una banda que demuestra tener potencial pero todavía no lo ha alcanzado». El crítico de NME Edwin Pouncey, dijo que el álbum tenía el «más grandioso y peor sonido entre [todos] los [discos] que Sub Pop haya logrado desenterrar hasta ahora. [El disco es] tan primitivo que [los chicos de la banda] se las ingenian para hacer que sus compañeros de sello Mudhoney suenen como Genesis; Nirvana sube el volumen, escupe y se desgarra hacia la cima de su montaña de basura musical» y le otorgó un puntaje de ocho sobre diez. Rolling Stone consideró a Bleach como un «éxito moderado entre las radios universitarias y en el circuito del underground». Por su parte, Óliver Del Barrio de Zona-Zero, le concedió la máxima puntuación y dijo que «estamos ante una auténtica obra maestra que nos ha dejado canciones para el recuerdo».
Antes de que Nevermind se lanzara, Bleach había lanzado 40.000 unidades en Norteamérica. Su relanzamiento tuvo éxito en las listas de venta; Bleach alcanzó el puesto 89 en el Billboard 200, el 33 en la UK Albums Chart, el 34 de la lista australiana y el 29 en la finlandesa. La muerte de Cobain el 5 de abril de 1994 también ayudó a aumentar su popularidad; ingresó en la lista Top Pop Catalog en la sexta posición la semana siguiente a su muerte y accedió a su primer lugar el 7 de mayo. Su edición de lujo ingresó en el séptimo puesto en dicha lista. Bleach recibió un disco de platino otorgado por la RIAA en febrero de 1995 y vendió una cantidad estimada de 1,9 millones de copias en los Estados Unidos. Se considera el disco lanzado por Sub Pop con mayor cantidad de ventas, además de que ha vendido 6 millones de unidades en todo el mundo.

## Lista de canciones
Todas las canciones fueron compuestas por Kurt Cobain, excepto donde se indica.
| Edición en vinilo de 1989 |                                                        |          |  |
| N.º                       | Título                                                 | Duración |  |
| 1.                        | «Blew»                                                 | 2:55     |  |
| 2.                        | «Floyd the Barber»                                     | 2:17     |  |
| 3.                        | «About a Girl»                                         | 2:48     |  |
| 4.                        | «School»                                               | 2:42     |  |
| 5.                        | «Love Buzz (Shocking Blue cover)» (Robbie van Leeuwen) | 3:35     |  |
| 6.                        | «Paper Cuts»                                           | 4:05     |  |
| 7.                        | «Negative Creep»                                       | 2:55     |  |
| 8.                        | «Scoff»                                                | 4:10     |  |
| 9.                        | «Swap Meet»                                            | 3:02     |  |
| 10.                       | «Mr. Moustache»                                        | 3:24     |  |
| 11.                       | «Sifting»                                              | 5:22     |  |
| 42:14                     |                                                        |          |  |

| Reedición en CD de 1992 |                                  |          |  |
| N.º                     | Título                           | Duración |  |
| 12.                     | «Big Cheese» (Cobain, Novoselic) | 3:42     |  |
| 13.                     | «Downer»                         | 1:43     |  |

| Reedición de 2009, vivo en el Pine Street Theatre de Portland, Oregon, 9 de febrero de 1990 |                                              |          |  |
| N.º                                                                                         | Título                                       | Duración |  |
| 1.                                                                                          | «Intro»                                      | 0:53     |  |
| 2.                                                                                          | «School»                                     | 2:36     |  |
| 3.                                                                                          | «Floyd the Barber»                           | 2:17     |  |
| 4.                                                                                          | «Dive» (Cobain, Novoselic)                   | 3:42     |  |
| 5.                                                                                          | «Love Buzz» (Robbie van Leeuwen)             | 2:58     |  |
| 6.                                                                                          | «Spank Thru»                                 | 2:59     |  |
| 7.                                                                                          | «Molly's Lips» (Eugene Kelly, Frances McKee) | 2:16     |  |
| 8.                                                                                          | «Sappy»                                      | 3:19     |  |
| 9.                                                                                          | «Scoff»                                      | 3:53     |  |
| 10.                                                                                         | «About a Girl»                               | 2:28     |  |
| 11.                                                                                         | «Been a Son»                                 | 2:01     |  |
| 12.                                                                                         | «Blew»                                       | 4:32     |  |

## Certificaciones
Estados Unidos:  1.900.000
 Reino Unido:  300.000
 Francia: 2x 200.000
 Canadá:  50.000
 Polonia:  50.000

## Créditos
- Kurt Cobain – Voz, guitarra (acreditado como «Kurdt Kobain»)[56]
- Krist Novoselic – Bajo (acreditado como «Chris Novoselic»)[56]
- Chad Channing – Batería
- Dale Crover – Batería (en las pistas 2, 6 y 13)
- Jack Endino – Productor
- Tracy Marander – Fotografía
- Charles Peterson – Fotografía
- Lisa Orth – Diseño artístico
- Jane Higgins – Productor ejecutivo
- Jason Everman – Financiación

| Listas (1992)     | Posición más alta |
| ----------------- | ----------------- |
| Australia         | 34                |
| Austria           | 26                |
| Bélgica (Valonia) | 25                |
| Finlandia         | 24                |
| Alemania.         | 24                |
| Japón             | 46                |
| Nueva Zelanda     | 30                |
| Reino Unido       | 33                |
| Estados Unidos    | 89                |

| Año  | Tipo                | Discográfica       | Número de catálogo | Referencia |
| ---- | ------------------- | ------------------ | ------------------ | ---------- |
| 1989 | CD                  | Sub Pop Records    | SP34B              | [ 3 ]      |
| 1989 | Casete              | Sub Pop Records    | SP34A              | [ 3 ]      |
| 1989 | Disco de vinilo     | Sub Pop Records    | SP34               | [ 3 ]      |
| 1992 | CD                  | Geffen Records     | 24433              | [ 3 ]      |
| 1995 | CD                  | Geffen Records     | 1929               | [ 3 ]      |
| 2005 | Disco de vinilo     | Phantom Records    | TUPLP6             | [ 3 ]      |
| 2005 | CD                  | Warner Music Group | 9878700342         | [ 3 ]      |
| 2008 | Disco de vinilo     | Warner Music Group | 7840034            | [ 63 ]     |
| 2009 | Disco de vinilo     | Sub Pop Records    | 70834              | [ 63 ]     |
| 2009 | CD                  | Sub Pop Records    | 70834              | [ 63 ]     |
| 2009 | Rhino Entertainment | 5186561462         | [ 64 ]             |            |